# Пастоярви
Па́стоя́рви (фин. Paastojärvi) — озеро на территории Поросозерского сельского поселения Суоярвского района Республики Карелия.

## Общие сведения
Площадь озера — 2,5 км², площадь бассейна — 15,6 км². Располагается на высоте 153,6 метров над уровнем моря.
Форма озера продолговатая, вытянутая с юго-востока на северо-запад. Берега преимущественно заболоченные.
Из северной оконечности озера вытекает река Локайоки, впадающая в Койтайоки.
С юга и востока от озера проходит дорога местного значения без наименования.
Название озера переводится с финского языка как «озеро поста».
Код водного объекта в государственном водном реестре — 01050000111102000011554.